# Eriocampa
Eriocampa är ett släkte av steklar som beskrevs av Hartig 1837. Eriocampa ingår i familjen bladsteklar.
Kladogram enligt Dyntaxa:
| Eriocampa | \| \| Eriocampa dorpatica \| \| \| \| \| \| Eriocampa ovata \| \| \| \| \| \| Eriocampa umbratica \| \| \| \| |
|           | \| \| Eriocampa dorpatica \| \| \| \| \| \| Eriocampa ovata \| \| \| \| \| \| Eriocampa umbratica \| \| \| \| |
|           | Eriocampa dorpatica                                                                                           |
|           | |
|           | Eriocampa ovata                                                                                               |
|           | |
|           | Eriocampa umbratica                                                                                           |
|           | |

## Bildgalleri

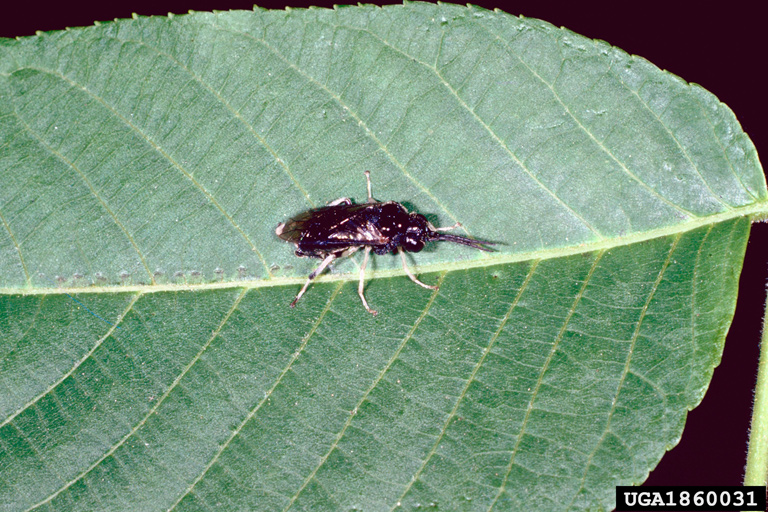
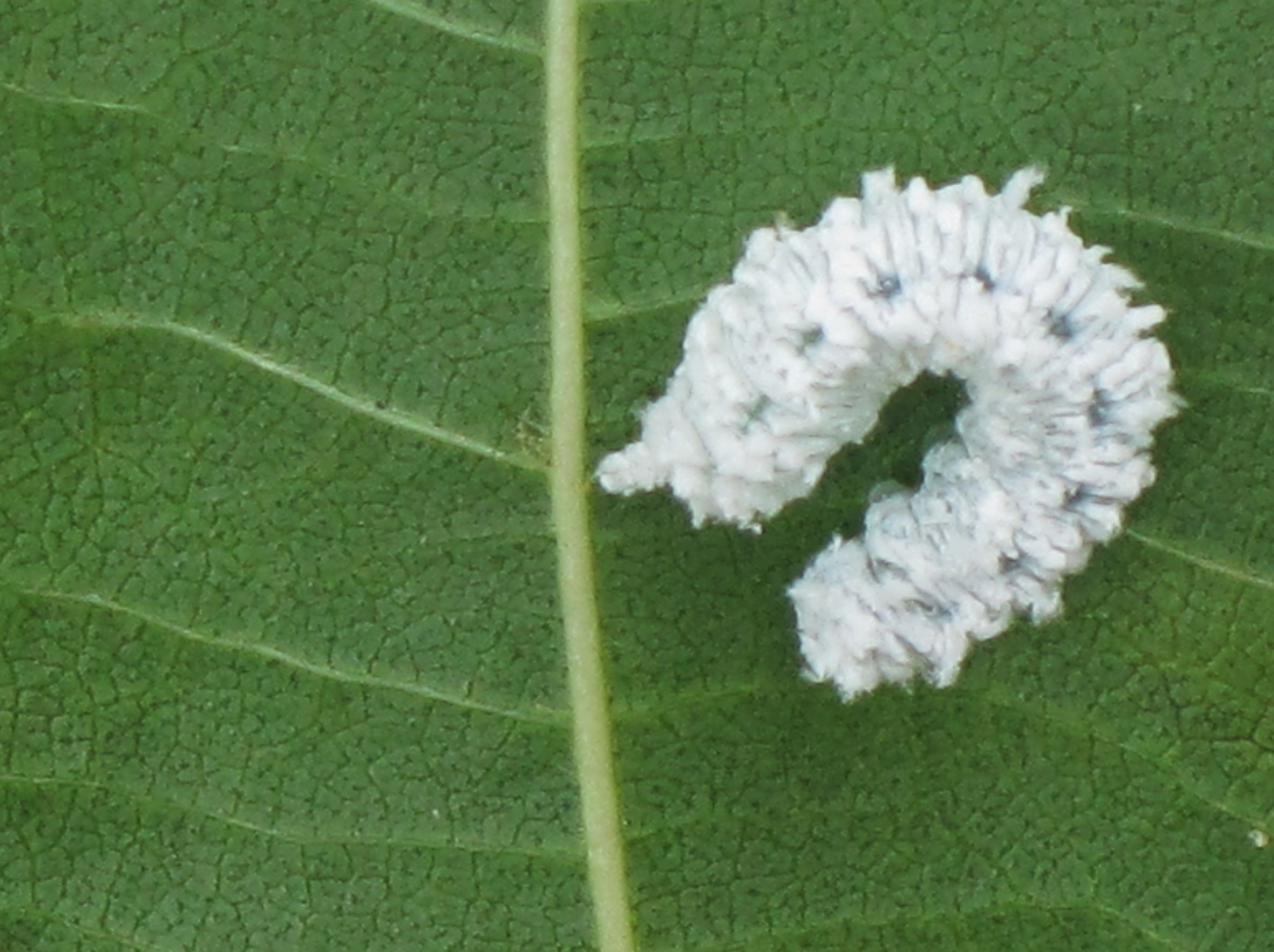
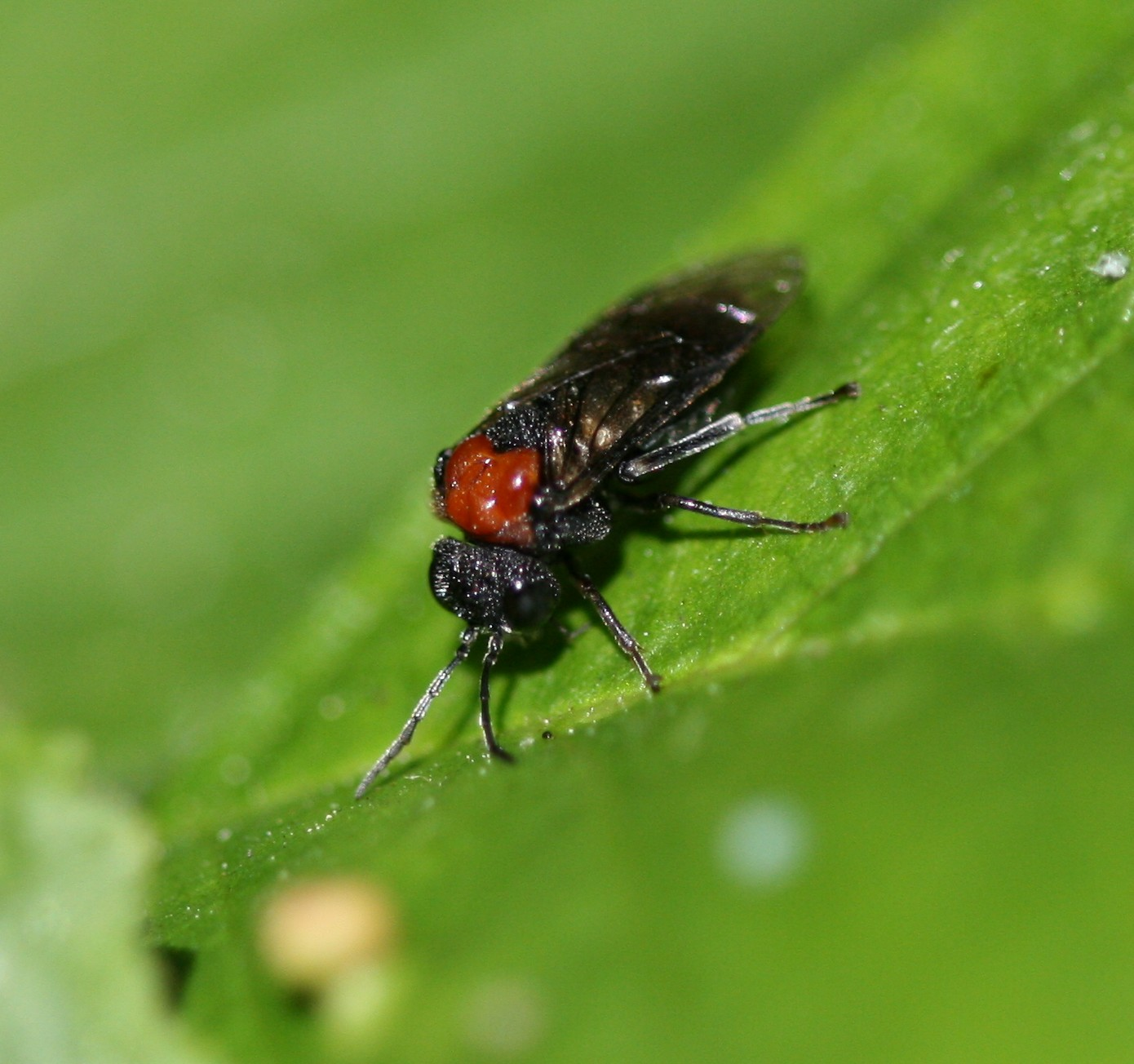